# De Valls Bluff
De Valls Bluff is een plaats (town) in de Amerikaanse staat Arkansas, en valt bestuurlijk gezien onder Prairie County.

## Demografie
Bij de volkstelling in 2000 werd het aantal inwoners vastgesteld op 783.
In 2006 is het aantal inwoners door het United States Census Bureau geschat op 727, een daling van 56 (-7.2%).

## Geografie
Volgens het United States Census Bureau beslaat de plaats een oppervlakte van
2,9 km², waarvan 2,7 km² land en 0,2 km² water. De Valls Bluff ligt op ongeveer 58 m boven zeeniveau.

## Plaatsen in de nabije omgeving
De onderstaande figuur toont nabijgelegen plaatsen in een straal van 24 km rond De Valls Bluff.